# 兰银官话
蘭銀官話是西北官话的一个分支，它分布于甘肃省、宁夏回族自治区、内蒙古自治区西部、新疆维吾尔族自治区的部分地区，共56个县市。

## 起源
元明朝代交替时，由于政权更替的战乱，今兰银官话区中，除凉州（武威）、兰州外，土著汉人死離殆盡，人口稀少。明初镇番卫（今民勤）建立时，文献中并无关于土著的记载，只是记载了部队在石羊河畔发现了一座古城，已空无一人，就驻扎下来，取名「小河滩城」。明朝政府建立卫所，带来人口数倍于土著的军户，原籍以江淮地区、中原地区为主，為兰银官话区的人口主要来源。同时，兰州、银川分别作为肃王府、庆王府所在地，有大量来自南京及苏南地区的王室家属、随从、工匠等人涌入。有记载：「明之初，兰人自江南迁徙而来者十居八九」。
明初西北移民史可能是兰银官话独立且有别于西中原官话的重要原因。

## 語音
除卻特殊發音，蘭銀官話在聼感方面，近似於中原官話隴中片與秦隴片的綜合群。

### 声母
不分尖團，shu-會轉化發成f-，如：说（fɤ24) ，书（fu44）。

### 韻母
不分韻母en與eng。

### 聲調
蘭銀官話最大的特色在於常常只有三個聲調。
- 中古入声清音声母和次浊声母读作去声，全浊入声声母读作阳平。
- 蘭州、白銀、榆中、鹽池、民勤五個點有陰平（高平調）、陽平（降調）、上聲（升調）、 去聲（低平調）四個聲調。
- 蘭州市的永登縣、皋蘭縣平声不分阴阳，只有平声（高平調）、上声（升調）、去声（低平調）三个声调。
- 武威市的古浪縣、天祝藏族自治縣陰平上聲合流，只有陽平（降調）、上声（升調）、去声（低平調）三个声调。
- 其余地區阳平与上声同调，只有阴平（高平調）、上声（降調）、去声（低平調）三个声调。

## 分区
大體而言，蘭銀官話分布地帶包含新疆北疆（不包括伊犁哈薩克自治州直轄縣級行政單位，即「伊犁州直」），甘肅河西走廊及隴中部分地區，寧夏中衛市、中寧縣、同心縣、鹽池縣以北，以及內蒙古自治區阿拉善盟全境。哈薩克阿拉木圖、江布爾等地以及吉爾吉斯的東干語也是以蘭銀官話語音為基礎。
蘭銀官話可分为四个方言片區：

### 金城片
- 名稱來自漢昭帝時代的金城縣，位置相當於今日蘭州。[4]
- 主要分布於蘭州市（市區、榆中縣、永登縣、皋蘭縣及景泰縣南面）、白銀市白銀區、臨夏回族自治州永靖縣在河東的三個鄉[5]現今蘭州市區常見的帶蘭州腔調的普通話，稱為“京蘭腔”或「普化蘭州話」。[6][7][8]
- 蘭州、白銀、榆中有陰平（高平調）、陽平（降調）、上聲（升調）、 去聲（低平調）四個聲調。
- 永登、皋蘭平声不分阴阳，只有平声（高平調）、上声（升調）、去声（低平調）三个声调。

### 銀吳片
- 名稱來自「銀」川與「吳」忠。
- 主要分布于宁夏北部的銀川市（市區、靈武市、永寧縣、賀蘭縣）、吳忠市（市區、青銅峽市、鹽池縣西部、同心縣縣城豫海鎮及北部）、石嘴山市（市區、平羅縣）、中衞市（市區、中寧縣）；内蒙古鄂尔多斯市西部和阿拉善盟的阿拉善左旗「左旗民勤話」。
- 中古全浊入声声母雖有部分读作阳平，但大部分與非全濁入聲字一樣歸到去聲；鹽池歸為去聲的字數較少。
- 鹽池有陰平（高平調）、陽平（降調）、上聲（升調）、 去聲（低平調）四個聲調。
- 其余地區阳平与上声同调，只有阴平（高平調）、上声（降調）、去声（低平調）三个声调。

### 河西片
- 主要分布于甘肃河西走廊的武威市（市區、天祝藏族自治縣、民勤縣、古浪縣）、嘉峪關市、酒泉市（市區、玉門市、金塔縣、瓜州縣以及敦煌市黨河以西部分[9]）、金昌市（市區、永昌縣）、張掖市（市區、山丹縣、民樂縣、高台縣、臨澤縣、肅南裕固族自治縣）；内蒙古阿拉善盟的额济纳旗「新巴音話」、阿拉善右旗「旗下話」或「老巴音話」。
- 民勤有陰平（高平調）、陽平（降調）、上聲（升調）、 去聲（低平調）四個聲調。
- 古浪、天祝陰平上聲合流，只有陽平（降調）、上声（升調）、去声（低平調）三个声调。
- 其余地區阳平与上声同调，只有阴平（高平調）、上声（降調）、去声（低平調）三个声调。

### 北疆片
- 主要分布于新疆北部烏魯木齊市（市區、烏魯木齊縣）、昌吉回族自治州（昌吉市、阜康市、呼圖壁縣、瑪納斯縣、吉木薩爾縣、木壘哈薩克自治縣、奇台縣）、克拉瑪依市、博爾塔拉蒙古自治州（博樂市、雙河市、阿拉山口市、温泉縣、精河縣）、伊犁哈薩克自治州（阿勒泰市、布爾津縣、富藴縣、福海縣、哈巴河縣、吉木乃縣、青河縣）、塔城地區（塔城市、烏蘇市、沙灣縣、額敏縣、裕民縣、托里縣、和布克賽爾蒙古自治縣）、哈密市（市區、伊吾縣、巴里坤哈薩克自治縣）、五家渠市、石河子市、北屯市、奎屯市等地。
- 乌鲁木齐话与河西话一样，只有三个声调，阳平和上声混合。有较多的维吾尔语和波斯语借词。按照口音可以分为回民话和汉民话，汉民话更接近北京话。
- 北疆當地居民稱蘭銀官話北疆片為「新疆土話」。新疆生產建設兵團的方言被當地居民稱為「團場話」，即帶明顯職工來源地口音的普通話，所以，「團場話」不是一種特定的方言，而是廣大兵團團場使用方言的統稱。一般而言，北疆除塔城、伊犁部分團場使用四川普通話，其餘團場均為河南普通話。
- 原北京官話石克片（又稱北疆片或克石片）被取消，劃入蘭銀官話北疆片。這些地方的漢族多為1949年後從內地遷往新疆的移民，當時語音接近普通話，因此定為北京官話石克片。但現在這些地方的漢族居民多在新疆出生，語言已帶有北疆口音，因此劃為蘭銀官話北疆片。